# اوی‌ایراز
اوی‌ایراز (به مجاری:  Újiráz) یک منطقهٔ مسکونی در مجارستان است که در ناحیه برتیواوی‌فالو واقع شده‌است. اوی‌ایراز ۱۵٫۴۷ کیلومتر مربع مساحت و ۵۷۶ نفر جمعیت دارد.